# Авренвил (Вогези)
Авренвил (фр. Avrainville) насеље је и општина у североисточној Француској у региону Лорена, у департману Вогези која припада префектури Епинал.
По подацима из 2011. године у општини је живело 104 становника, а густина насељености је износила 22,76 становника/km². Општина се простире на површини од 4,57 km². Налази се на средњој надморској висини од 269 метара (максималној 384 m, а минималној 262 m).

## Демографија
| 1962. | 1968. | 1975. | 1982. | 1990. | 1999. | 2011. |
| ----- | ----- | ----- | ----- | ----- | ----- | ----- |
| 74    | 62    | 51    | 61    | 73    | 71    | 104   |

График промене броја становника у току последњих година